# Togbota
Togbota ist ein Arrondissement im Departement Ouémé im westafrikanischen Staat Benin. Es ist eine Verwaltungseinheit, die der Gerichtsbarkeit der Kommune Adjohoun untersteht.

## Demografie und Verwaltung
Gemäß der Volkszählung 2013 des beninischen Statistikamtes INSAE hatte das Arrondissement 3374 Einwohner, davon waren 1660 männlich und 1714 weiblich.
Von den 64 Dörfern und Quartieren der Kommune Adjohoun entfallen zwei auf Togbota:
1. Togbota-Agué
2. Togbota-Oujra